# Hwaeomsa
Hwaeomsa (prononcer hwa-om-sa) est un temple majeur de l'Ordre Jogye du bouddhisme coréen. Il est situé sur les flancs du Jirisan, à Masan-myeon, district de Gurye, dans la province de Jeollanamdo, en Corée du Sud. Il fut construit sous la dynastie Silla en 544, brûlé et détruit durant la Guerre de Sept Ans de Corée dans les années 1590, et rebâti ensuite.
Quatre trésors nationaux de la Corée du Sud sont situés à l'intérieur du temple. Ils comprennent une ancienne lanterne de pierre et une pagode de pierre de trois étages soutenue par quatre lions de pierre.